# Roni Ollikainen
Roni Ollikainen (ur. 27 sierpnia 1990) – fiński lekkoatleta, skoczek w dal.
Lekkoatletyczną karierę rozpoczynał od biegu na 110 metrów przez płotki, jest medalistą juniorskich mistrzostw Finlandii w tej konkurencji, a podczas mistrzostw świata juniorów (Bydgoszcz 2008) odpadł w eliminacjach z wynikiem 14,59 (46. wynik eliminacji). Największe sukcesy Ollikainen odnosi w skoku w dal, jest w tej konkurencji medalistą seniorskich mistrzostw kraju oraz reprezentantem Finlandii w meczach międzypaństwowych.

## Osiągnięcia
| Rok  | Impreza                              | Miejsce   | Pozycja    | Wynik |
| ---- | ------------------------------------ | --------- | ---------- | ----- |
| 2007 | Olimpijski Festiwal Młodzieży Europy | Belgrad   | 4. miejsce | 7,24  |
| 2008 | Mistrzostwa świata juniorów          | Bydgoszcz | 5. miejsce | 7,46  |
| 2011 | I liga drużynowych mistrzostw Europy | Izmir     | 2. miejsce | 7,67  |
| 2011 | Młodzieżowe mistrzostwa Europy       | Ostrawa   | 6. miejsce | 7,71  |

## Rekordy życiowe
- Skok w dal – 8,05 (2012) / 8,32w (2012)